# Carpatolechia proximella
Carpatolechia proximella là một loài bướm đêm thuộc họ Gelechiidae. Nó được tìm thấy ở hầu hết châu Âu, ngoại trừ bán đảo Iberia và hầu hết bán đảo Balkan.
Sải cánh dài 13–17 mm. Con trưởng thành bay từ tháng 5 đến tháng 6.
Ấu trùng ăn Betula và Alnus.

## Hình ảnh

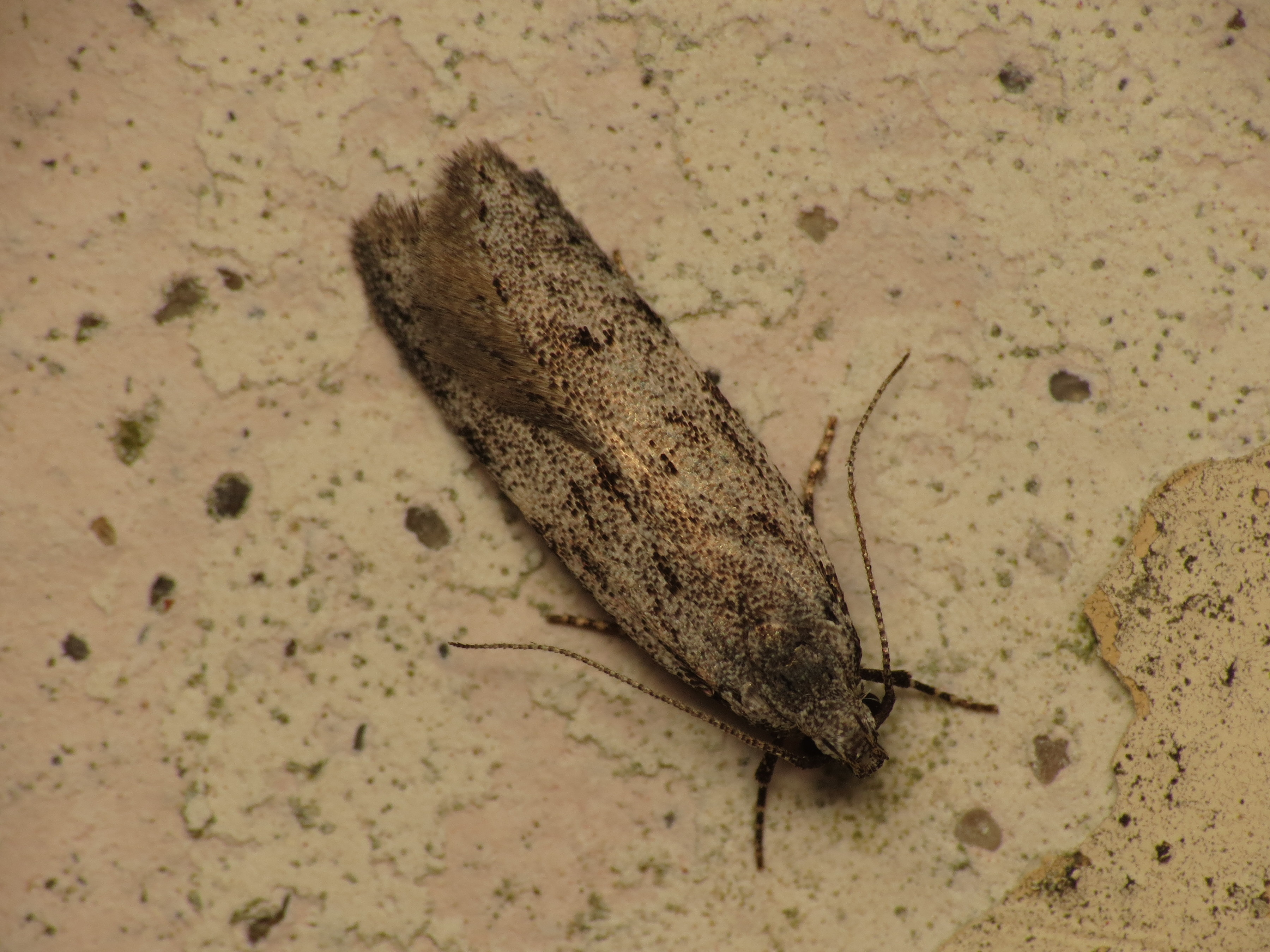
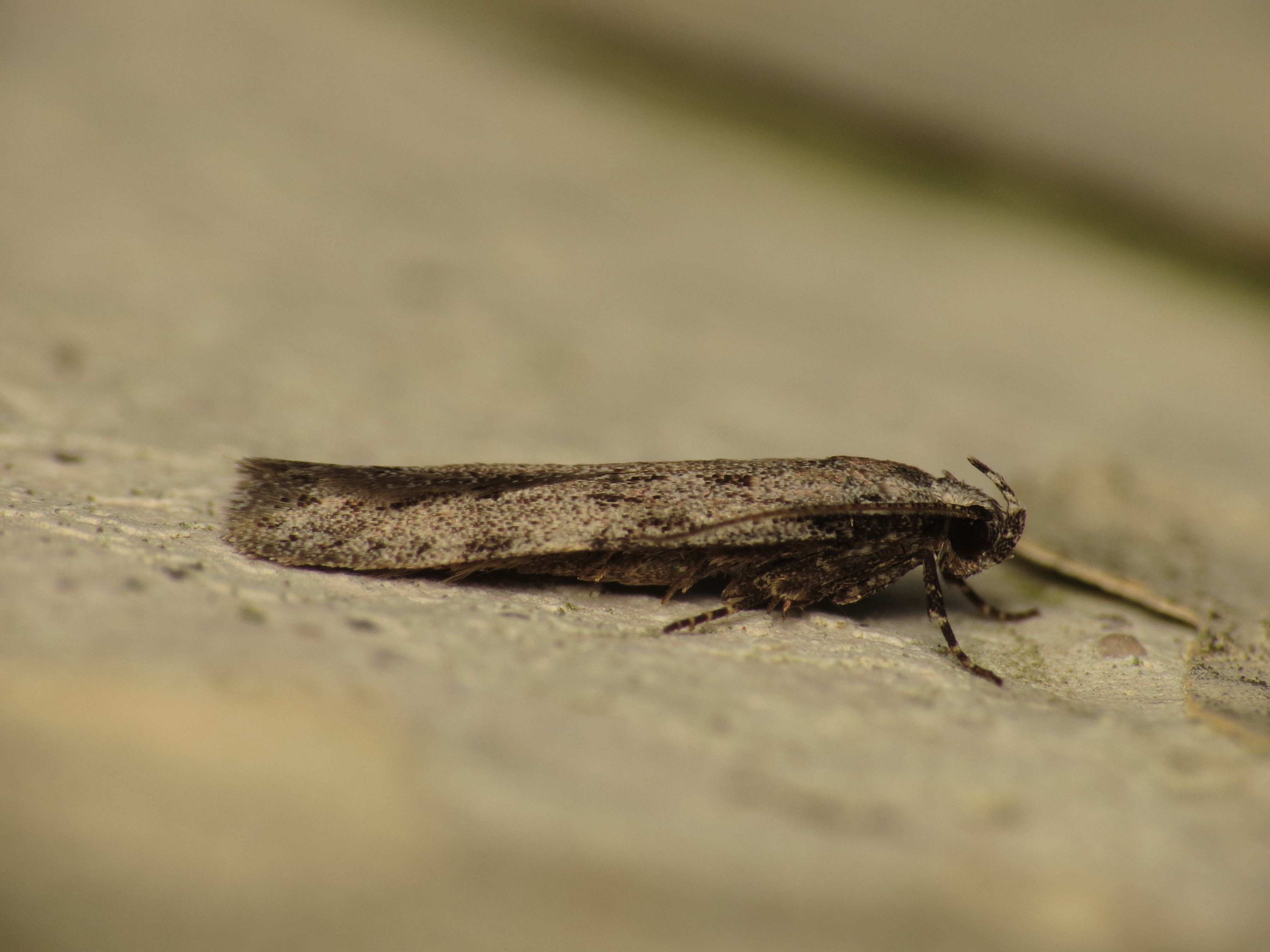
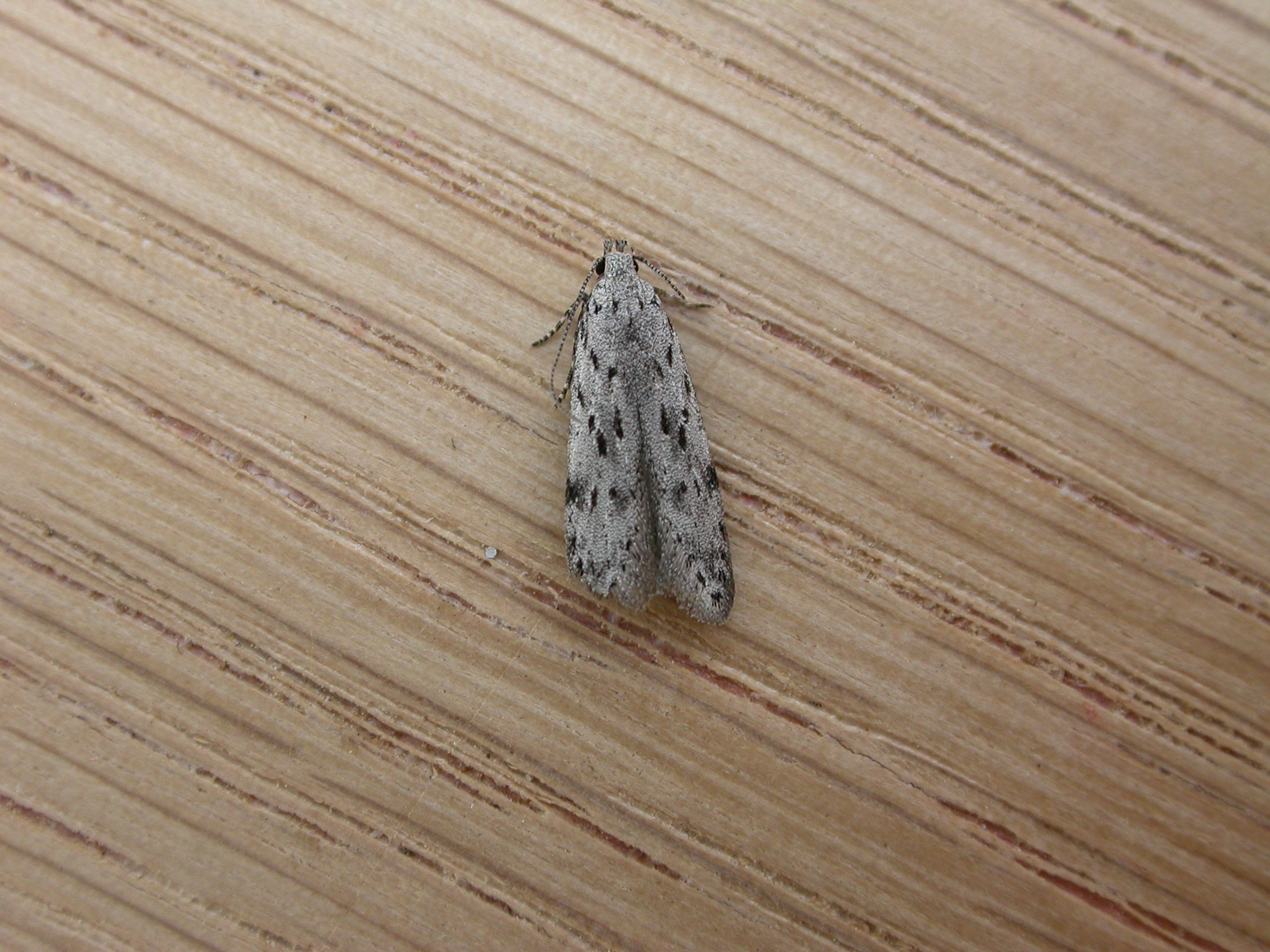

## Phụ loài
- Carpatolechia proximella peritella  (Constant, 1885)  (Corse)
- Carpatolechia proximella proximella  (Hübner, 1796)